# Marija Mykolenko
Marija Mychajliwna Mykolenko (ukrainisch Марія Михайлівна Миколенко; * 4. April 1994) ist eine ukrainische Leichtathletin, die sich auf den 400-Meter-Hürdenlauf spezialisiert hat.

## Sportliche Laufbahn
Erste internationale Erfahrungen sammelte Marija Mykolenko 2018 bei den Europameisterschaften in Berlin, bei denen sie im Hürdenlauf mit 56,35 s im Halbfinale ausschied und mit der ukrainischen 4-mal-400-Meter-Staffel im Vorlauf disqualifiziert wurde. Im Jahr darauf wurde sie bei der Sommer-Universiade in Neapel in 56,55 s Vierte und siegte mit der Staffel in 3:30,82 min. Anschließend siegte sie bei den Balkan-Meisterschaften in Prawez in 56,45 s und belegte dann bei den Militärweltspielen in Wuhan in 57,72 s den sechsten Platz im Hürdenlauf und gewann mit der Staffel in 3:33,68 min die Bronzemedaille hinter den Teams aus Polen und Russland. 2020 siegte sie bei den Balkan-Meisterschaften in Cluj-Napoca in 3:34,21 min mit der Staffel und gewann im Hürdenlauf mit 57,43 s die Silbermedaille. 2021 gewann sie bei den Balkan-Meisterschaften in Smederevo in 57,52 s die Bronzemedaille über 400 m Hürden und sicherte sich auch im Staffelbewerb in 3:39,53 min die Bronzemedaille. Daraufhin siegte sie in 58,37 s bei der Nacht van de Atletiek und qualifizierte sich über die Weltrangliste für die Teilnahme an den Olympischen Sommerspielen in Tokio, bei denen sie aber mit 57,86 s nicht über die Vorrunde hinauskam.
2020 wurde Mykolenko ukrainische Meisterin in der 4-mal-400-Meter-Staffel im Freien und von 2018 bis 2021 siegte sie auch in der Halle.

## Persönliche Bestzeiten
- 400 Meter: 53,67 s, 18. Juli 2018 in Luzk
  - 400 Meter (Halle): 55,45 s, 7. Februar 2019 in Sumy
- 400 Meter Hürden: 56,25 s, 21. Juli 2018 in Luzk